# Astaffort
Astaffort é uma comuna francesa na região administrativa da Nova Aquitânia, no departamento Lot-et-Garonne. Estende-se por uma área de 35,15 km². Em 2010 a comuna tinha 2 083 habitantes (densidade: 59,3 hab./km²).